# Караваєв Олександр Львович
Караваєв Олександр Львович (псевдоніми — Н.Крестьянов, А.Львович; 3 червня 1855, Єкатеринбург — 5 березня 1908, Катеринослав) — громадський та політичний діяч, публіцист, лікар. Доктор медицини.

## Біографія
Народився в Пермській губернії (Росія). Від 1899 проживав в Україні. Займався лікарською практикою і культурно-просвітницькою діяльністю в Катеринославі. 1905 заснував відділення Всеросійського селянського союзу в Катеринославі і Харківській губернії. В листопаді 1905 брав участь у Всеросійському селянському з'їзді в Санкт-Петербурзі. Як прихильник парламентських методів політичної боротьби засуджував стихійні виступи селян. 1906 заснував у Катеринославі Трудову групу, співпрацював із катеринославською газетою «Южная заря». В грудні 1906 обраний депутатом 2-ї Державної думи від Катеринослава, очолював трудову фракцію Думи. За співробітництво з кадетами був виключений зі складу фракції. Працював в аграрній комісії Думи. Повернувся до складу фракції на прохання її членів. Після розпуску 2-ї Державної думи (лип. 1906) поновив лікарську практику і культурно-просвітницьку діяльність у Катеринославі.
Був убитий карним злочинцем у Катеринославі.